# Cendejas de Enmedio
Cendejas de Enmedio ist ein Ort und eine Gemeinde (municipio) mit 71 Einwohnern (Stand: 2024) im Südwesten der Provinz Guadalajara in der Autonomen Gemeinschaft Kastilien-La Mancha. Neben dem namensgebenden Hauptort Cendejas de Enmedio gehört die Ortschaft Cendejas del Padrastro zur Gemeinde.

## Lage und Klima
Cendejas de Enmedio liegt in einer Höhe von ca. 915 m in der Kulturlandschaft der Serranía. Die Entfernung zur südlich gelegenen Provinzhauptstadt Guadalajara beträgt ca. 45 Kilometer (Fahrtstrecke). Das Klima ist gemäßigt bis warm; Regen (523 mm/Jahr) fällt übers Jahr verteilt.

## Bevölkerungsentwicklung
| Jahr      | 1970 | 1981 | 1991 | 2001 | 2011 | 2021 |
| Einwohner | 246  | 181  | 143  | 121  | 95   | 66   |

## Sehenswürdigkeiten
- Peterskirche in Cendejas de Enmedio
- Jakobuskirche in Cendejas del Padastro
- Marienkapelle in Cendejas de Enmedio